# Contea di Yongdeng
La contea di Yongdeng (永登县S, Yǒngdēng XiànP) è una contea della Cina, situata nella provincia del Gansu.